# Урнешка дрвена црква
Урнешка дрвена црква (норвешки:  Urnes stavkirke ) је дрвена црква на фарми Орнес која се налази уз фјорд Лустрафјорд (најдубљи рукавац фјорда Согнефјорд), у општини Лустер (Норвешка) (округ Согн ог Фјордане, Норвешка), око 5 км источно од села Хафсло. Изграђена око 1130. године и верује се како је најстарија сачувана дрвена црква која се налази на изворној локацији. Изграђена је у Урнес стилу који повезује традиционално викиншко украшавање животињским плетерским мотивима с хришћанском архитектуром.
Испод ње откривени су темељи још две старије грађевине, а у 17. веку је њен главни брод (архитектура) продужен према југу, а изграђени су баптистеријум (1640), дрвени канопус изнад олтара (1665) и проповедаоница (1640). Олтар с приказом Пресвете Богородице и Јована Крститеља је из 1699. године.
Ипак најзанимљивији је њен северни портал на којему су викиншки рељефи који приказују раскошан плетер у којему се лав бори против змије. Сиболичан призор борбе Исуса против Сатане или Нидог који гризе корење Игдрасила из легенде о Рагнароку из нордијске митологије.
Урнешка жупанија је укинута 1881. године и од тада није коришћена за верске потребе, а грађевином од тада управља Друштво за очување норвешких споменика (Fortidsminneforeningen) као музејом.
- Урнешка дрвена црква 2010.
- Прочеље 1990их
- Унутрашњост 1890их
- Украси северног портала
- Рељеф ходочасника на једном капителу

## Спољашне везе
- Urnes stave church in Службена страница
- Опис и фотографије